# Primero (Ponce)
Primero es un barrio ubicado en el municipio de Ponce en el estado libre asociado de Puerto Rico. En el Censo de 2010 tenía una población de 3175 habitantes y una densidad poblacional de 4.788,57 personas por km².

## Geografía
Primero se encuentra ubicado en las coordenadas 18°0′29″N 66°37′10″O / 18.00806, -66.61944. Según la Oficina del Censo de los Estados Unidos, Primero tiene una superficie total de 0.66 km², que corresponden a tierra firme.

## Demografía
Según el censo de 2010, había 3175 personas residiendo en Primero. La densidad de población era de 4.788,57 hab./km². De los 3175 habitantes, Primero estaba compuesto por el 82.17% blancos, el 9.8% eran afroamericanos, el 0.44% eran amerindios, el 0.22% eran asiáticos, el 5.89% eran de otras razas y el 1.48% pertenecían a dos o más razas. Del total de la población el 99.21% eran hispanos o latinos de cualquier raza.